# Cueva de Vogelherd
La cueva de Vogelherd (en alemán: Vogelherdhöhle , o simplemente Vogelherd) está situada en el este del Jura de Suabia, en el suroeste de Alemania. Esta cueva kárstica de piedra caliza llamó la atención de la ciencia y del público tras el descubrimiento en 1931 de las figurillas del Paleolítico Superior de Vogelherd, atribuidas a paleohumanos de la cultura Auriñaciense. Estas esculturas en miniatura hechas de marfil de mamut se cuentan entre las obras de arte más antiguas de la humanidad. En 2017, el sitio pasó a formar parte del Patrimonio Mundial de la UNESCO "Cuevas y arte de la Edad de Hielo en el Jura de Suabia".

## Ubicación
El yacimiento está situado en el borde del valle del río Lone, cerca de Stetten ob Lontal, parte de Niederstotzingen, en el Jura de Suabia oriental, Baden-Württemberg, sur de Alemania. No es de acceso público, pero desde 2013 está integrada en el Archäopark Vogelherd que incluye un museo y un centro de visitantes.
La cueva está situada en una colina a 20 m por encima del río Lone con una vista de 180 grados sobre el valle. La cueva en forma de Y ocupa unos 170 m2 y tiene una altura inicial de tres a cuatro metros. Hay tres agujeros de entrada. Dos grandes orificios de entrada, de 2,5 a 3,5 metros de altura, están conectados por una galería curvada de unos 40 m de longitud, llamada la "Cueva Grande". La segunda galería, la "Cueva Pequeña", es de la misma longitud pero muy estrecha, ya que la entrada es demasiado pequeña para ser utilizada. El pasaje entre las dos cuevas está, salvo un pequeño hueco en la parte superior, completamente lleno de escombros y depósitos de sedimentos.

## Descubrimiento y excavación
El 23 de mayo de 1931, el arqueólogo aficionado Hermann Mohn desenterró varias lascas de sílex mientras examinaba una guarida de tejones. Informó a la Universidad de Tubinga. Ese mismo año, el paleohistoriador Gustav Riek, de Tubinga, realizó excavaciones en la cueva durante tres meses, del 15 de julio al 1 de octubre de 1931. Se documentó la ocupación humana del yacimiento, ya que los sedimentos del Paleolítico a la Edad del Bronce arrojaron herramientas y artefactos. La excavación también produjo varias figurillas de 5 a 10 cm de longitud talladas en marfil de mamut, encontradas en una capa Auriñaciense (véase más abajo). Presentaban ornamentaciones como puntos, líneas y marcas en forma de X. No parecen ser un intento de representar los rasgos superficiales reales de la criatura en cuestión, sino que podrían tener un carácter ritual o incluso religioso.
La excavación de Riek eliminó por completo los sedimentos del interior de la cueva. En el verano de 2005 se iniciaron más excavaciones en la cueva, dirigidas por el Institut für Ur- und Frühgeschichte de la Universidad de Tubinga. El objetivo era el material de desecho de la excavación de Riek, amontonado frente a la entrada de la cueva. Con métodos y tecnología más modernos, se descubrió un gran número de hallazgos. Entre ellos figuraba (el 22 de junio de 2006) la estatuilla de marfil de mamut que se describe a continuación.
Debido al gran número de descubrimientos, las excavaciones se prolongaron mucho más de lo previsto. Hasta 2012, cada año las excavaciones se prolongaron entre cinco y nueve semanas. En total, se ha examinado alrededor del 90% de la escombrera. Los hallazgos incluyen un total de 217.000 artefactos de piedra de diversos tamaños. También hay 479 kg de huesos (más 235 kg de huesos quemados), en su mayoría de animales cazados. Entre los 28 kg de marfil de mamut hay 326 colgantes/piezas de joyería perforadas. Se encontraron 1.713 herramientas de hueso, cornamenta o marfil y 64 piezas de marfil rotas, estas últimas sin duda parte de alguna forma de arte figurativo. Otros 112 fragmentos formaban probablemente parte de figuras. También se encontraron varias piezas de flautas (hechas con huesos de aves y marfil).

## Estratigrafía
Riek definió nueve horizontes culturales. Los objetos dispersos más antiguos -artefactos de piedra- se remontan al Paleolítico Medio -más de 40.000 años- y representan huellas y restos de una ocupación ocasional por parte de los neandertales tardíos.
Aunque se han documentado cientos de herramientas y artefactos de piedra, hueso, marfil y cornamenta en todas las capas de sedimentos desde el Eemio (hace unos 130.000 años) hasta los estratos superiores de la Edad del Bronce, los descubrimientos de fósiles humanos son escasos y la mayoría se atribuyen al Neolítico tardío (hace unos 5.000 años).

### Paleolítico Medio

#### Musteriense VII
La capa Musteriense VII contenía un fragmento ancho de silex amarillo y blanco en forma de hacha de mano, una punta de silex marrón y gris retocada por un lado, una punta hueca de silex gris-amarillo; un total de tres raspadores curvos y dos rectos. Además, se encontró un fragmento de mandíbula superior de un caballo salvaje, del que se conservan cinco incisivos.

### Paleolítico superior

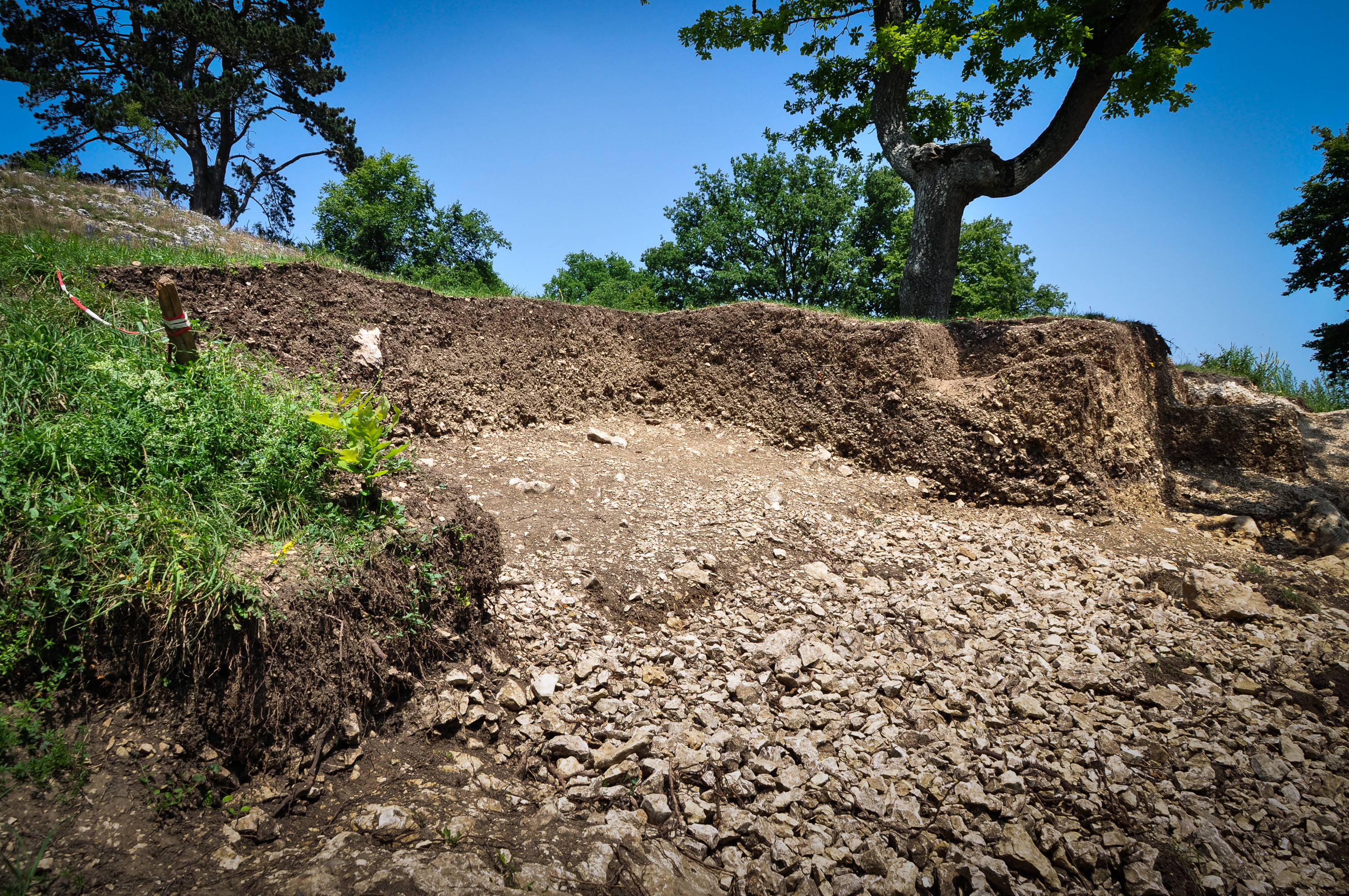
Excavación en 2012

Durante el Paleolítico Superior -hace entre 40.000 y 10.000 años- se produjo una ocupación frecuente y generalizada; los yacimientos Auriñacienses ofrecen la principal fuente de información, el Gravetiense no está presente. Se han encontrado objetos orgánicos, chimeneas y puntas de proyectil.

#### Auriñaciense V
En la capa Auriñaciense V se encontraron dos chimeneas independientes, una en la sala principal y la otra cerca de la entrada suroeste. Se registraron un total de 910 herramientas de piedra, distribuidas principalmente en las inmediaciones de estas chimeneas, siendo los elementos más comunes los raspadores y las gubias. Se descubrieron numerosos artefactos de hueso y marfil; entre los objetos de material orgánico más comunes se encuentran las puntas de proyectil.

#### Auriñaciense IV
Gustav Riek denominó a esta capa "Auriñaciense superior". Se documenta una ocupación a gran escala en varias fases de asentamiento. Según el informe de excavación de Riek, se descubrieron 1.729 artefactos de piedra y 82 artefactos orgánicos. Entre ellos había algunas piezas que estaban decoradas con estrías. También son interesantes las cabezas de proyectil, que en realidad son menos frecuentes en este estrato. Sin embargo, una de ellas tiene la base partida, otras cuatro tienen la base maciza y tres se conservan sólo fragmentariamente, ya que uno de estos fragmentos recibió muescas laterales y marcas en forma de X.

#### Magdaleniense III
Se descubrieron artefactos de piedra en la capa del Magdaleniense III. Entre los hallazgos se encuentran cuatro cuchillos de hoja, tres hojas, una gubia y dos lascas laterales y un fragmento de cuerno de reno con varias marcas de corte y caras cortadas.

#### Magdaleniense II
La capa Magdaleniense II es rica en artefactos de piedra. Entre ellos se encuentran once láminas de calidad y ejecución variadas. Otros hallazgos incluyen un cuerno de reno con una cara cortada y marcas de corte en la horquilla, así como una paleta de marfil con surcos finamente tallados.

## Figuras de Vogelherd
Las figurillas de Vogelherd son algunas de las obras de arte figurativo más antiguas del mundo, artefactos "hechos con el marfil de mamuts lanudos" y "finamente tallados y exquisitamente detallados". La excavación de 1931 produjo 11 figurillas, encontradas en las capas Auriñacienses.
Las interpretaciones de las tallas se han hecho en el contexto de la gran importancia de estos animales para la supervivencia de los paleohumanos y los rituales de caza relacionados con ellos, y es posible que hayan servido para las creencias prehistóricas, los cultos y las prácticas chamánicas.

### Escultura de un caballo

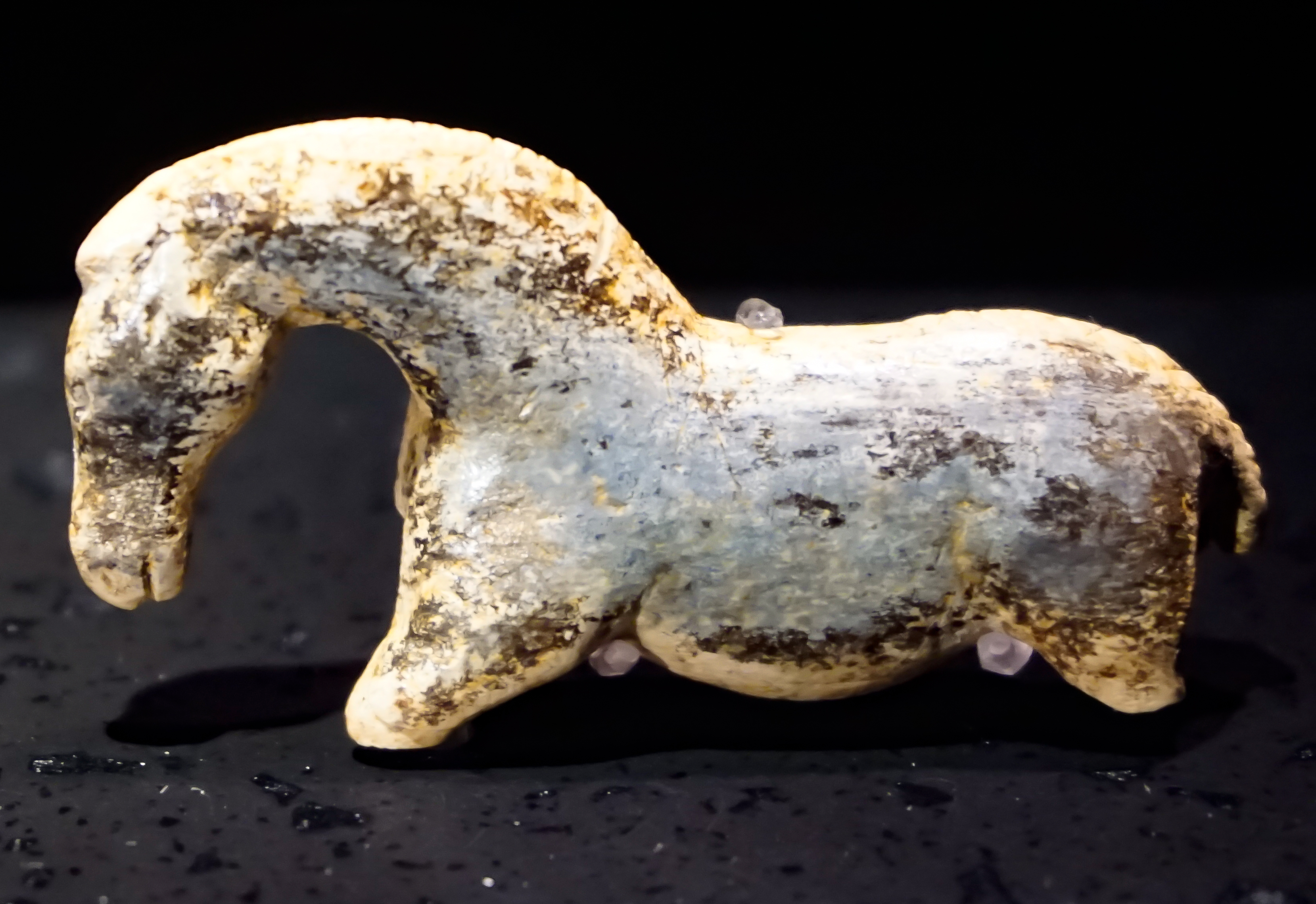
Equus ferus

Longitud: 4,8 cm (aprox. 30.000 - 29.000 años)
"De forma excepcionalmente precisa, perfecta en su forma y notablemente expresiva. Debido a la curvatura del cuello, se suele pensar que representa a un semental con un porte agresivo o imponente. Sólo se conserva completamente la cabeza, cuello y cuerpo. Debido a la descamación de las capas externas de marfil, la anchura se ha reducido y las patas se han roto. Hay símbolos grabados, entre ellos marcas de cruces y signos angulares, en la parte posterior del cuello, así como en la espalda y el pecho izquierdo".

### Escultura de un mamut lanudo

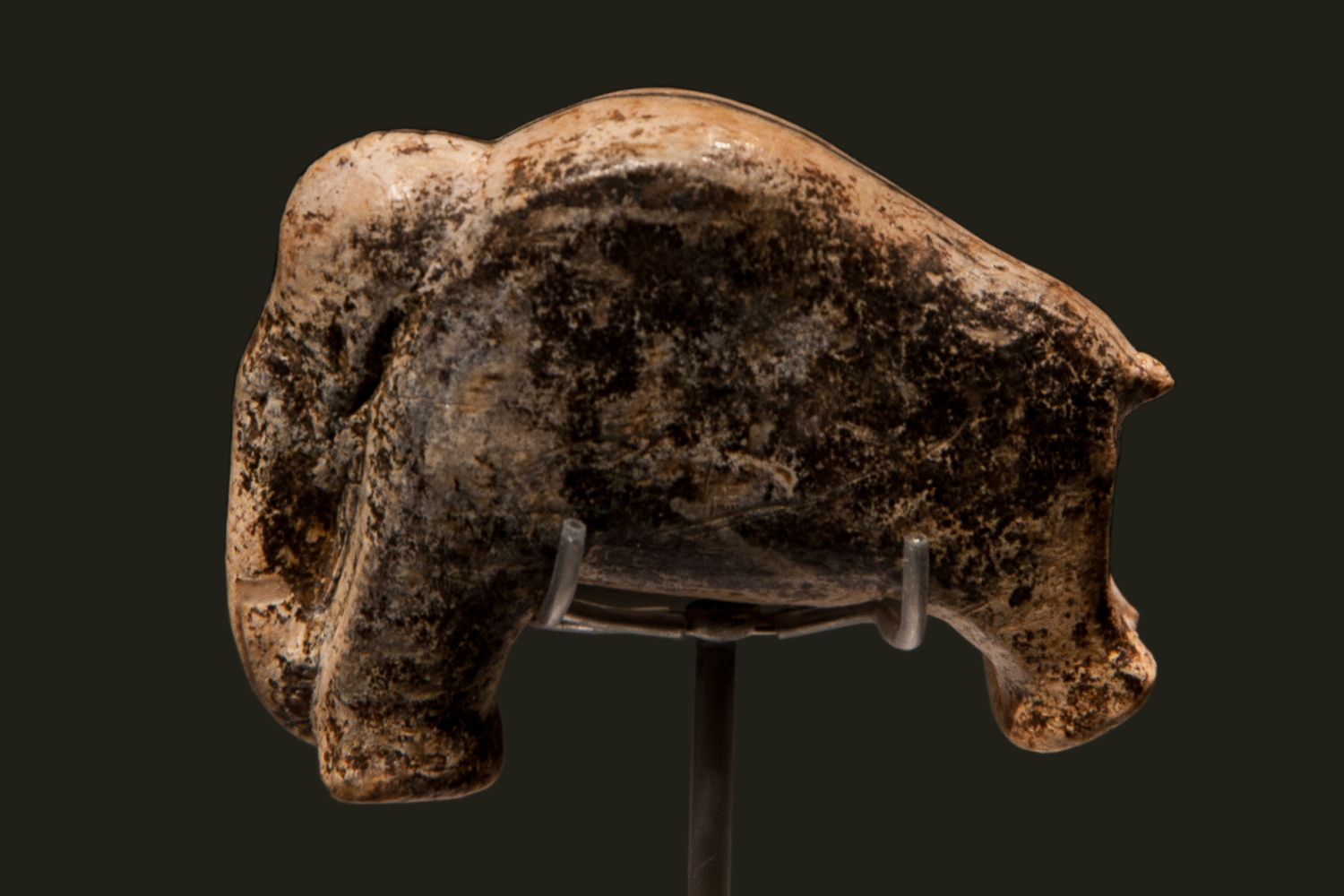
Mamut

Longitud: 3,7 cm (aprox. 35.000 años)
La estatuilla de mamut lanudo, totalmente intacta, presenta tallas hábilmente detalladas. Es única por su forma delgada, su cola puntiaguda, sus poderosas patas y su tronco dinámicamente arqueado. Está decorada con seis incisiones cortas y las plantas de los pies del paquidermo muestran un patrón de rayas cruzadas.
En 2009, la figura se convirtió en la exposición central de una gran Landesausstellung.

### Escultura de un león de las cavernas

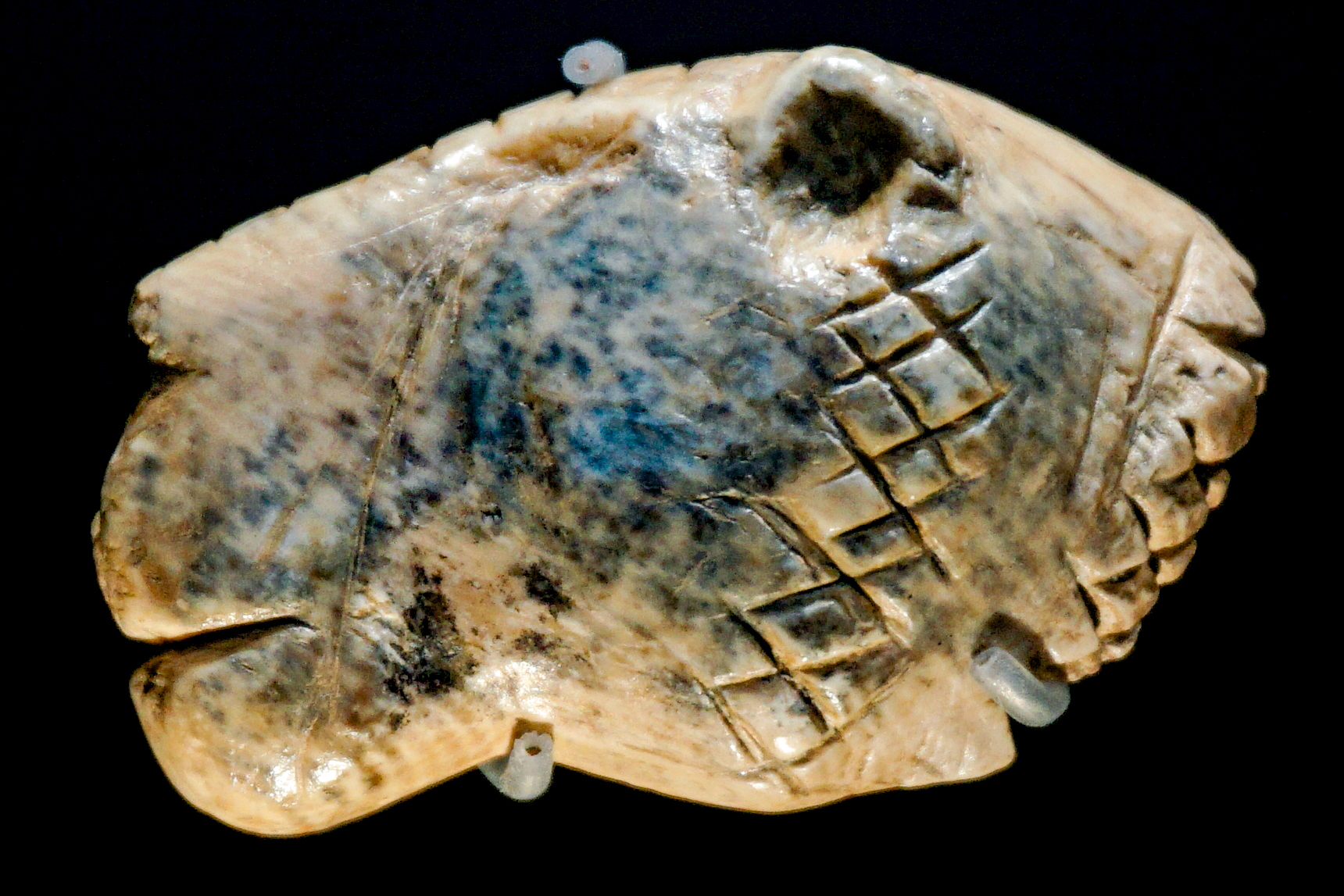
Cabeza de león

Longitud: 5,6 cm (aprox. 40.000 años de antigüedad)
Encontrada en 1931 con la cabeza incompleta y se pensaba que era un relieve. La pieza que faltaba se encontró durante las excavaciones realizadas entre 2005 y 2012 y se volvió a unir con éxito, confirmando así que la figurilla es en realidad una escultura tridimensional. Está decorada con unas 30 cruces finamente incisas en el lomo.

### Otras figuras

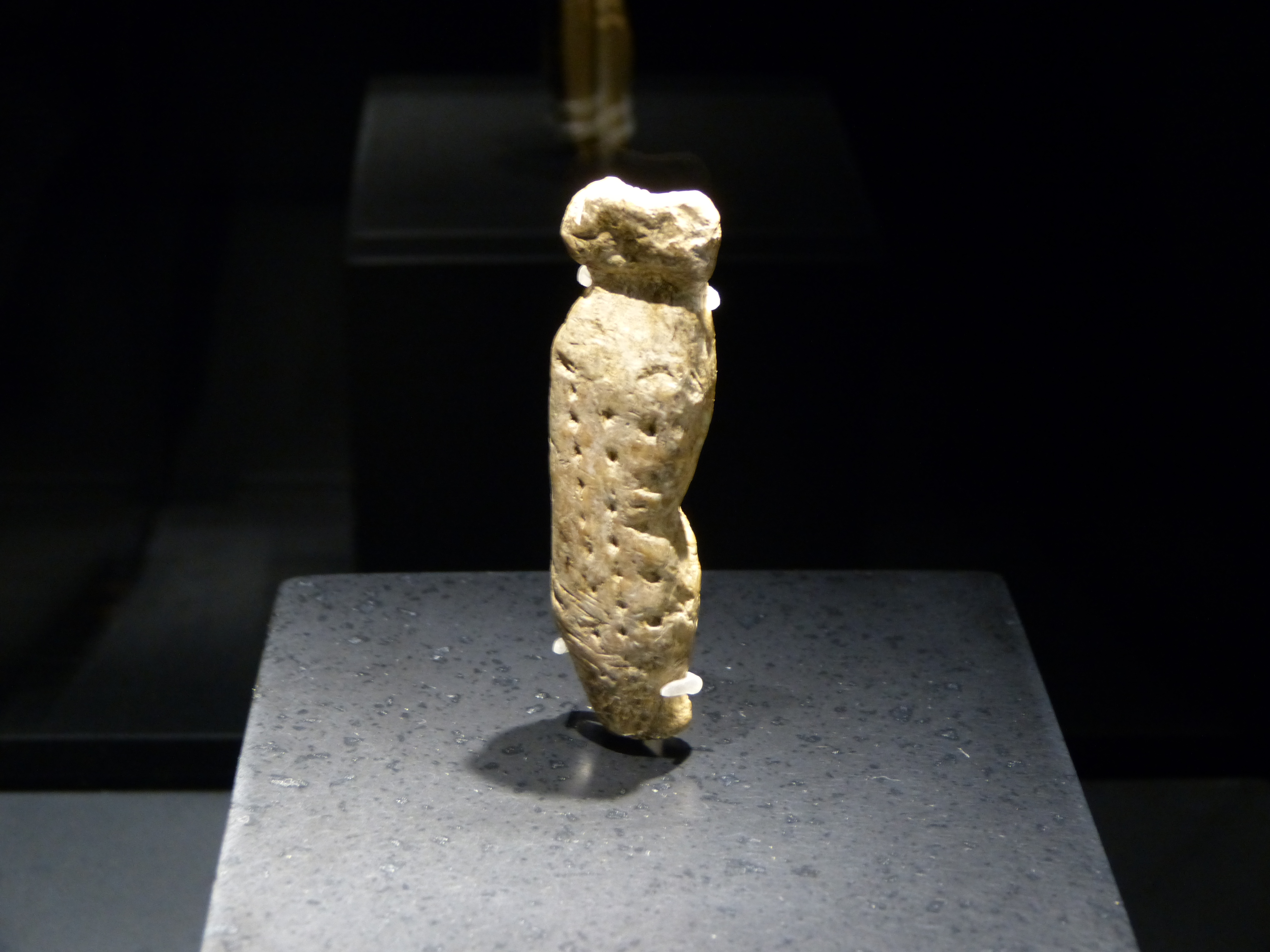
Figura de aspecto humano
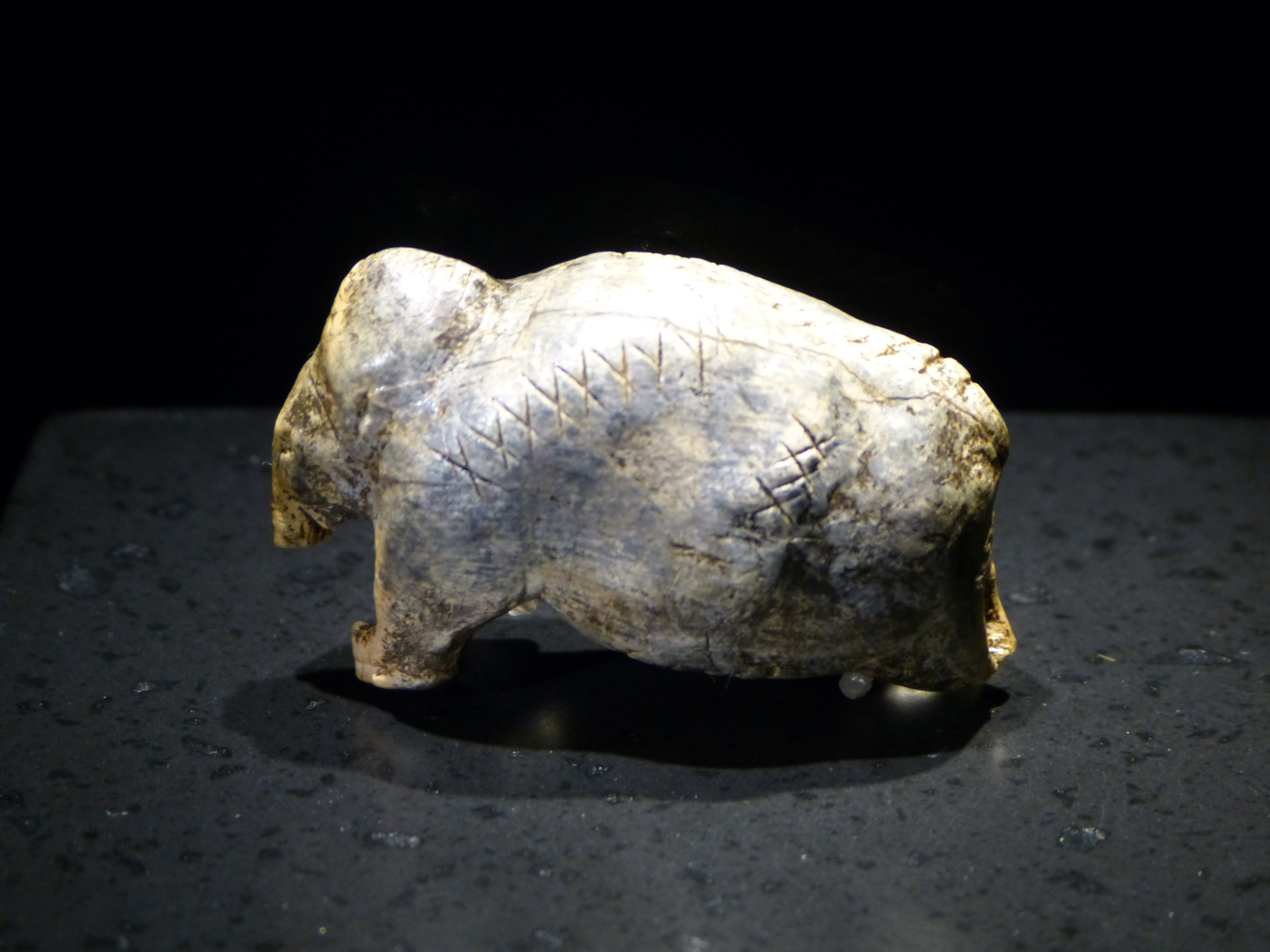
Mamut
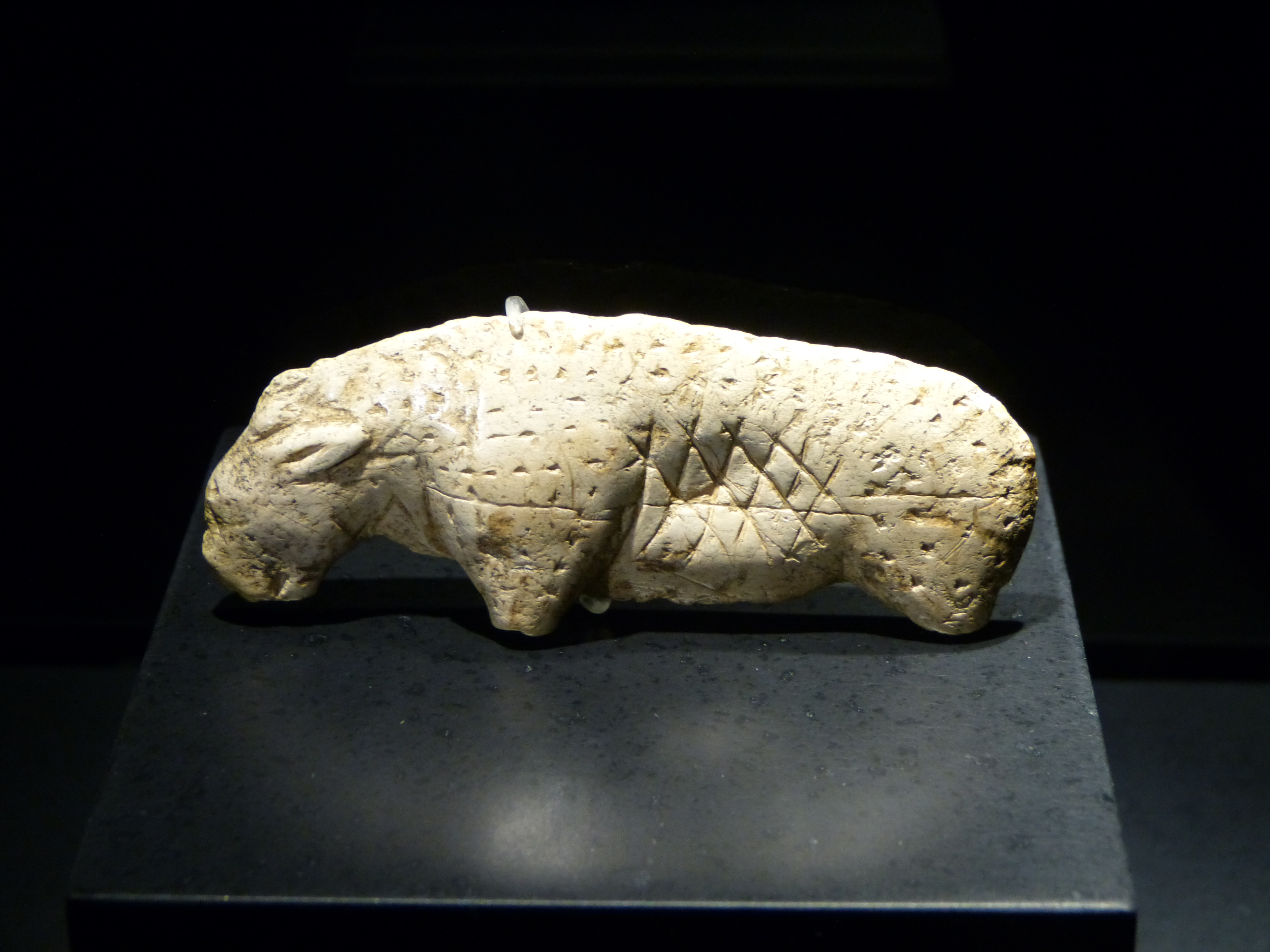
Media escultura de león
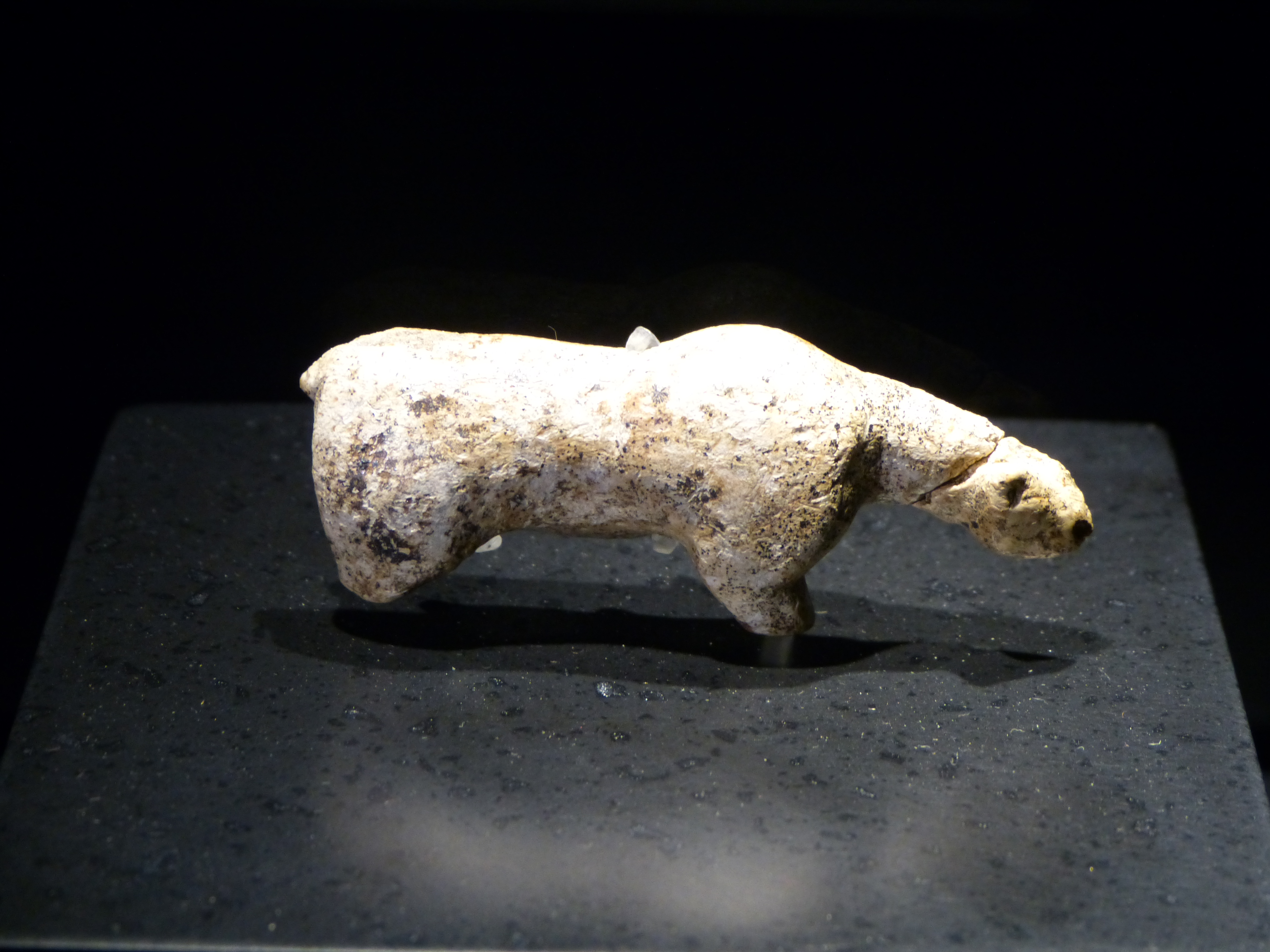
León u oso
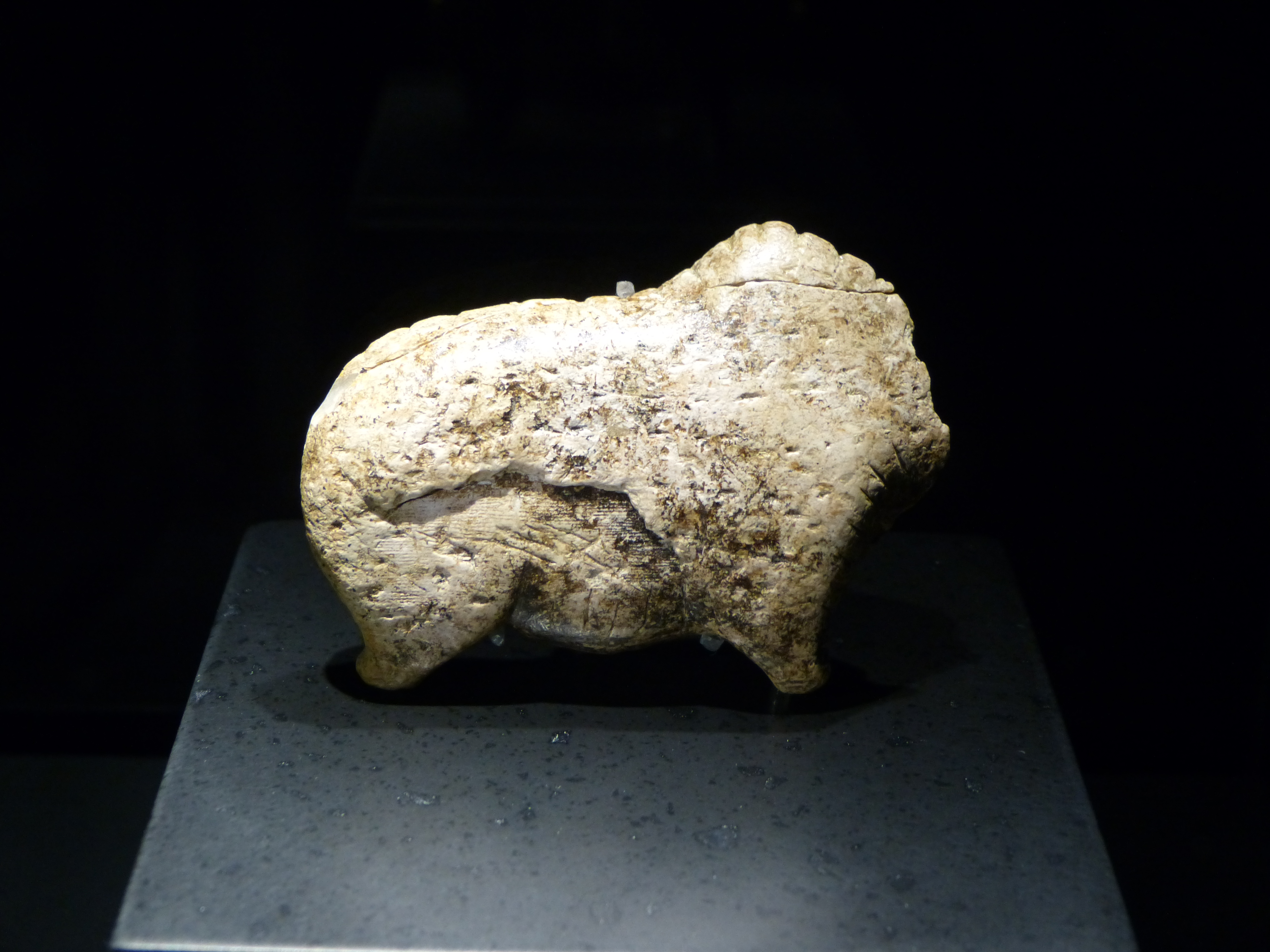
Bisonte
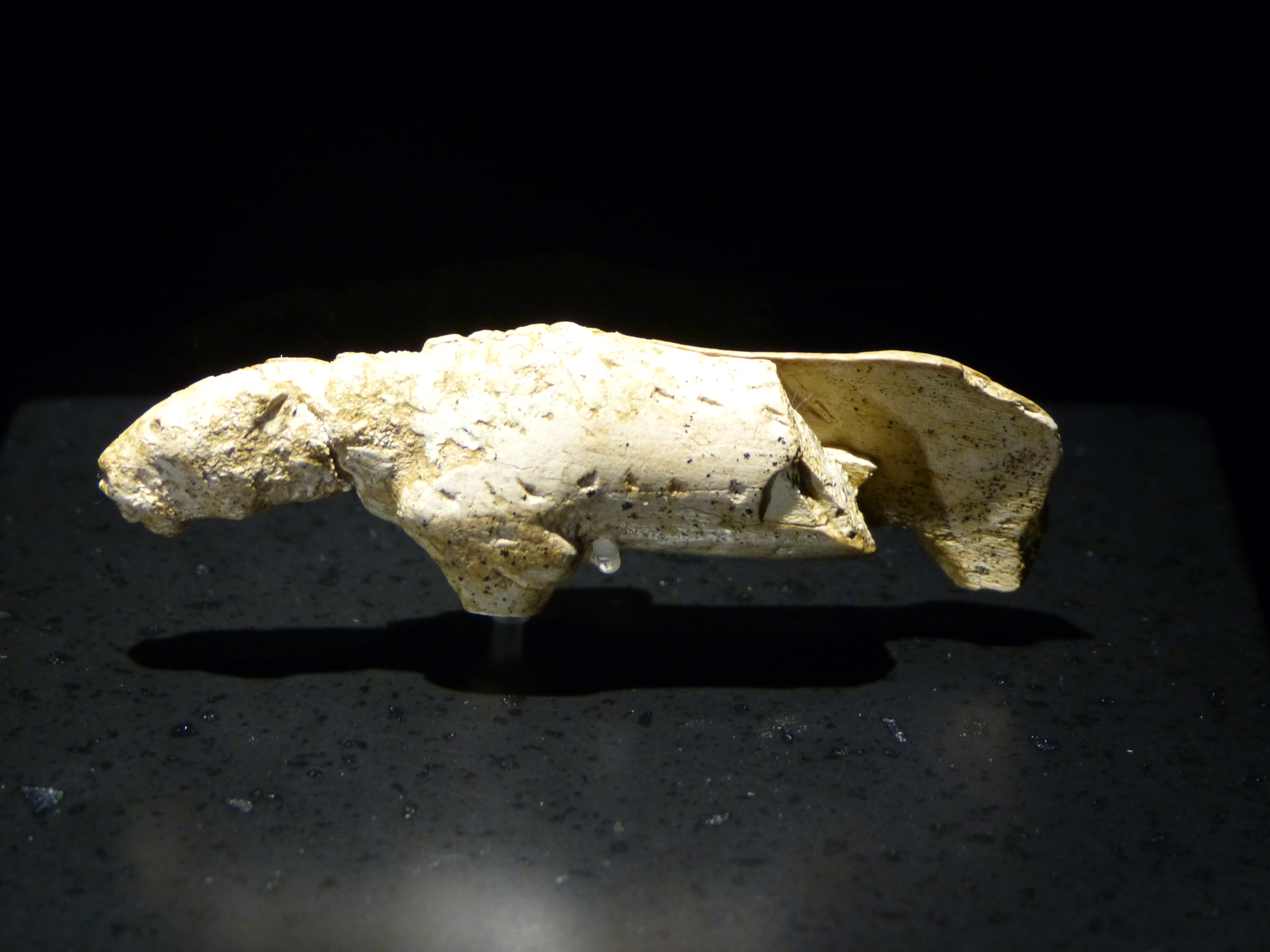
León

## El conjunto faunístico
Entre los fósiles de fauna del Auriñaciense, están representados dieciséis taxones de mamíferos y siete de aves. El reno y el caballo representan las principales presas. Aunque casi igual en número, el mamut, según los datos de las excavaciones, no era cazado activamente, sino que se aprovechaba cuando se encontraba muerto de muerte natural. Los bóvidos grandes, el ciervo, el jabalí, el bisonte y la gamuza también están documentados, pero parecen haber sido presas secundarias. Las pequeñas cantidades de aves como el ganso, la perdiz y el urogallo sugieren una explotación ocasional.
Las pruebas moderadas de la presencia de neandertales tardíos en el Paleolítico Medio sugieren una ocupación esporádica, no frecuente y estacional. Muy pocos huesos de animales indican la intrusión regular de carnívoros y la dispersión de huesos por parte de hienas y lobos.

## Patrimonio de la Humanidad de la UNESCO
En enero de 2016, el gobierno federal de Alemania solicitó el estatus de Patrimonio de la Humanidad para dos valles con seis cuevas denominadas Höhlen der ältesten Eiszeitkunst ("Cuevas con el arte más antiguo de la Edad de Hielo"). El sitio abarcaría zonas en el Lonetal (valle del Lone) y el Achtal (valle del Ach), ambos en el sur del Jura de Suabia. El primero incluye las cuevas Hohlenstein-Stadel, Vogelherd y Bocksteinhöhle, y el segundo Geissenklösterle, Hohle Fels y la cueva de Sirgenstein. Cada valle contendría un núcleo de unos 3 a 4 km de longitud, rodeado por una zona de amortiguación de al menos 100 m de ancho.
En la argumentación de por qué estos yacimientos merecen ser reconocidos como parte del patrimonio universal de la humanidad, la zona se describe como la fuente de las obras de arte humano más antiguas actualmente (no estacionarias) en forma de figurillas talladas de animales y humanoides, así como de los instrumentos musicales más antiguos. Sus creadores vivieron, se inspiraron y trabajaron en estas cuevas y sus alrededores. Las cuevas también servían de depósito de las figurillas, que podían utilizarse en un contexto religioso. Además, eran el lugar donde los intérpretes utilizaban los instrumentos musicales excavados y donde vivían los grupos sociales de los que surgían los artistas.
El comité concedió el estatus de Patrimonio de la Humanidad en julio de 2017.